# Devon Energy
Devon Energy est le plus grand producteur pétrolier et gazier indépendant des États-Unis. Les activités du groupe sont principalement basées en Amérique du Nord avec quelques activités d'exploration et de production en Chine, au Brésil et en Azerbaïdjan.

## Histoire
En novembre 2013, Devon Energy serait en passe de racheter GeoSouthern pour 6 milliards de dollars, GeoSouthern étant une entreprise pétrolière et gazière basé au Texas.
En décembre 2015, Devon Energy est en discussion pour racheter pour 2 milliards de dollars, Felix Energy, une compagnie pétrolière américaine fondée en 2013.
En juin 2018, Devon Energy annonce la vente de sa participation dans EnLink Midstream pour 3,13 milliards de dollars.
En septembre 2020, Devon Energy est en discussion pour acquérir WPX Energy, également présent dans le bassin Permian.
En juillet 2024, Devon Energy annonce l'acquisition pour 5 milliards de dollars des activités dans la formation de Bakken de Grayson Mill Energy.